# Stade national de Brasilia Mané Garrincha
Pour les articles homonymes, voir Stade Mané Garrincha.
Le stade national de Brasilia Mané Garrincha (en portugais: Estádio Nacional de Brasília Mané Garrincha) est un stade situé à Brasilia au Brésil.
Construite en 1974 et nommée en l'honneur du footballeur Garrincha, l'enceinte peut accueillir 72 788 spectateurs. Elle héberge des matchs de la Coupe du monde de football de 2014, pour laquelle une rénovation et une augmentation de capacité ont eu lieu. Le stade est équipé de panneaux solaires.

## Histoire
Après la coupe du monde de football 2014, les environs du stade sont reconvertis en dépôt de bus du fait des frais d'entretien du stade qui sont prohibitifs. Des bureaux y accueillent 400 personnes ainsi que certains services d'état.

## Événements
- Finale de la Coupe du Brésil de football féminin, 8 décembre 2007
- Coupe des confédérations 2013
- Coupe du monde de football de 2014
- Football aux Jeux olympiques d'été de 2016
- Copa América 2021

## Galerie

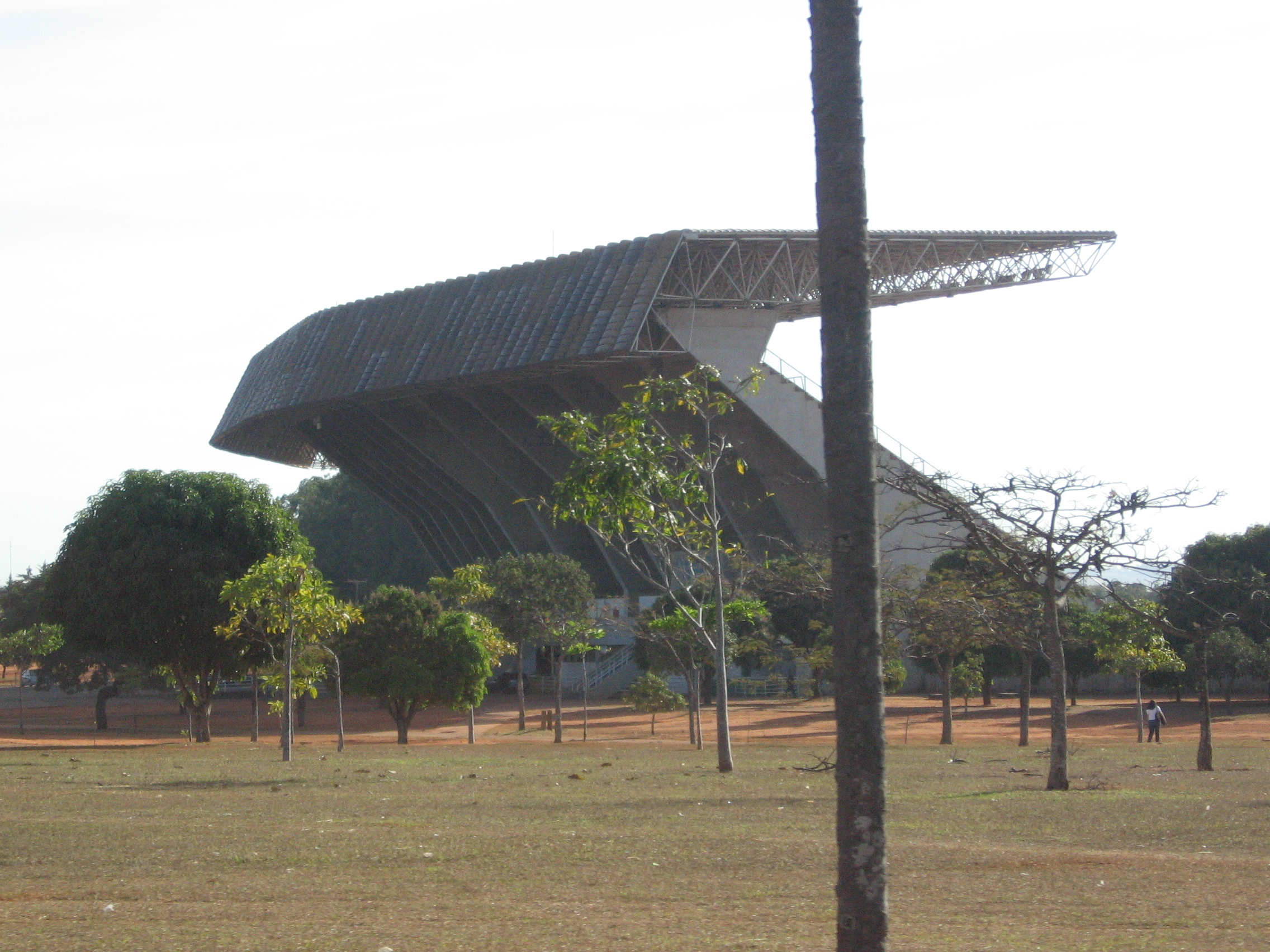
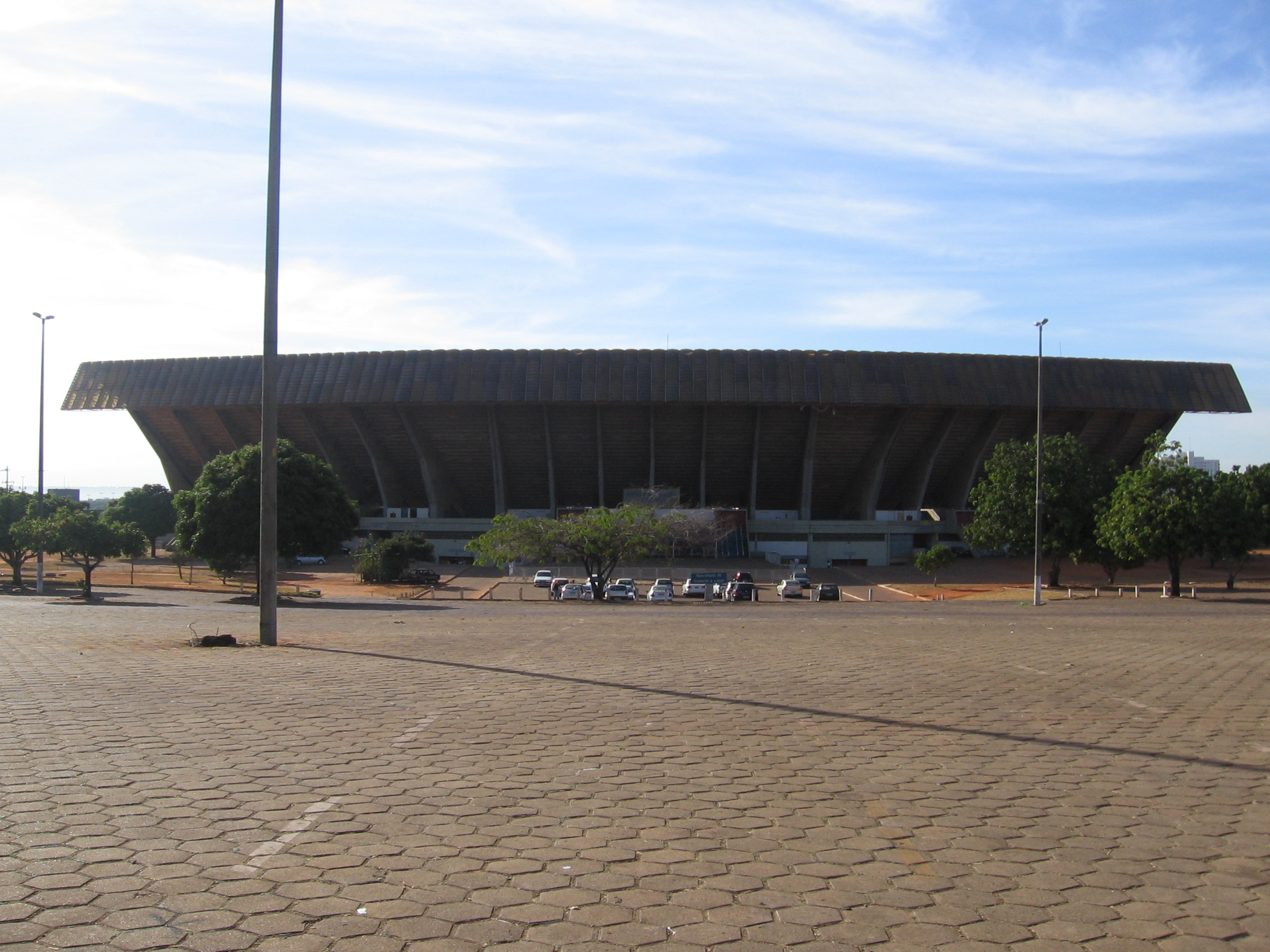
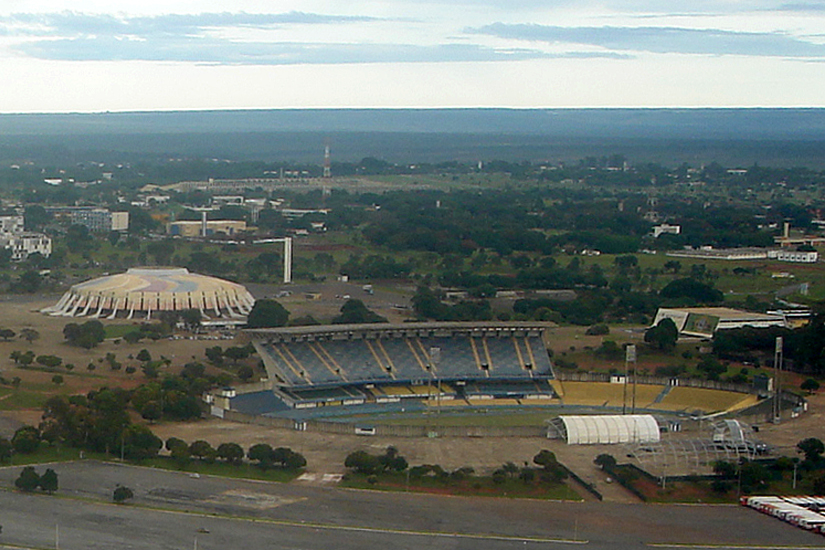
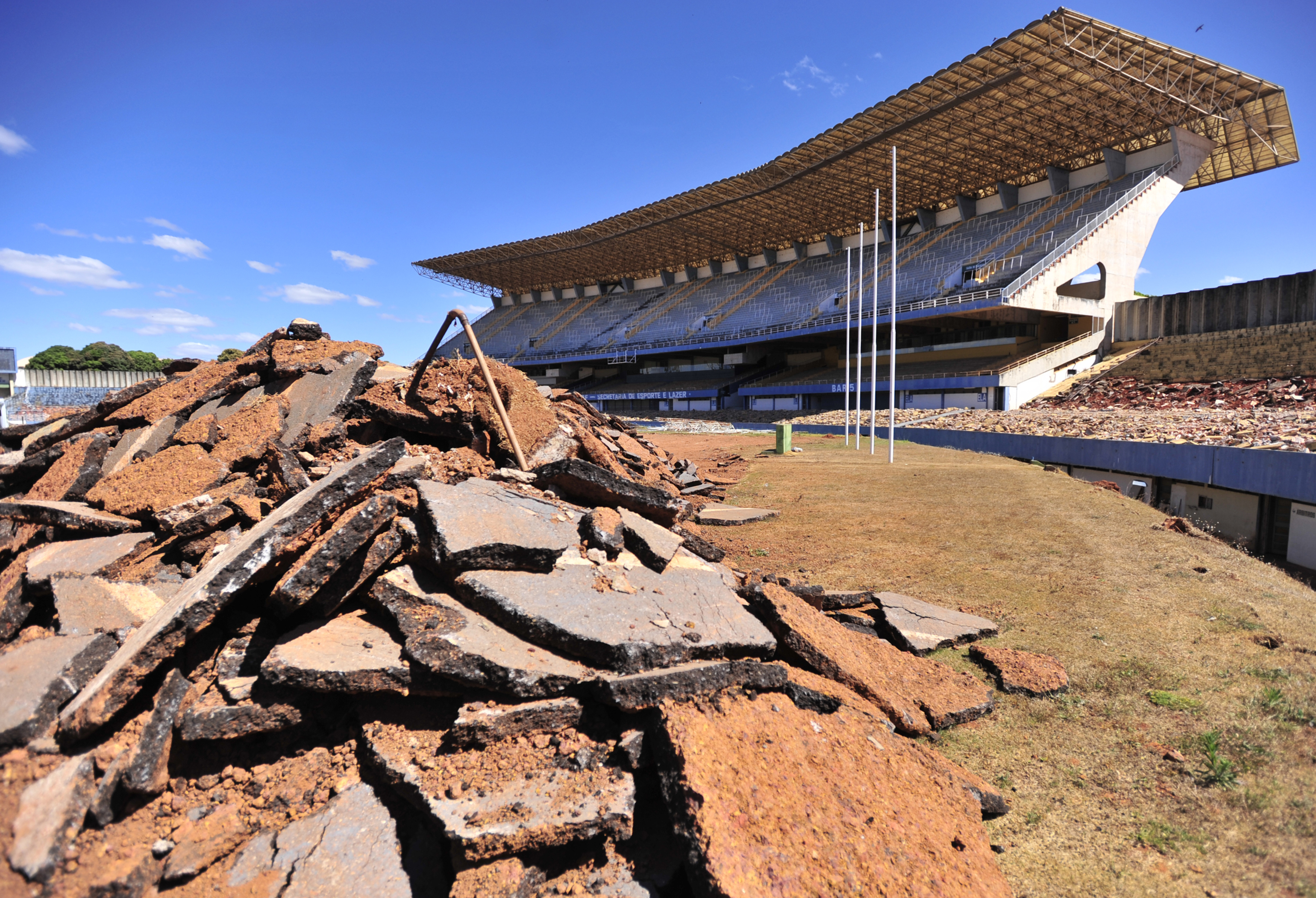
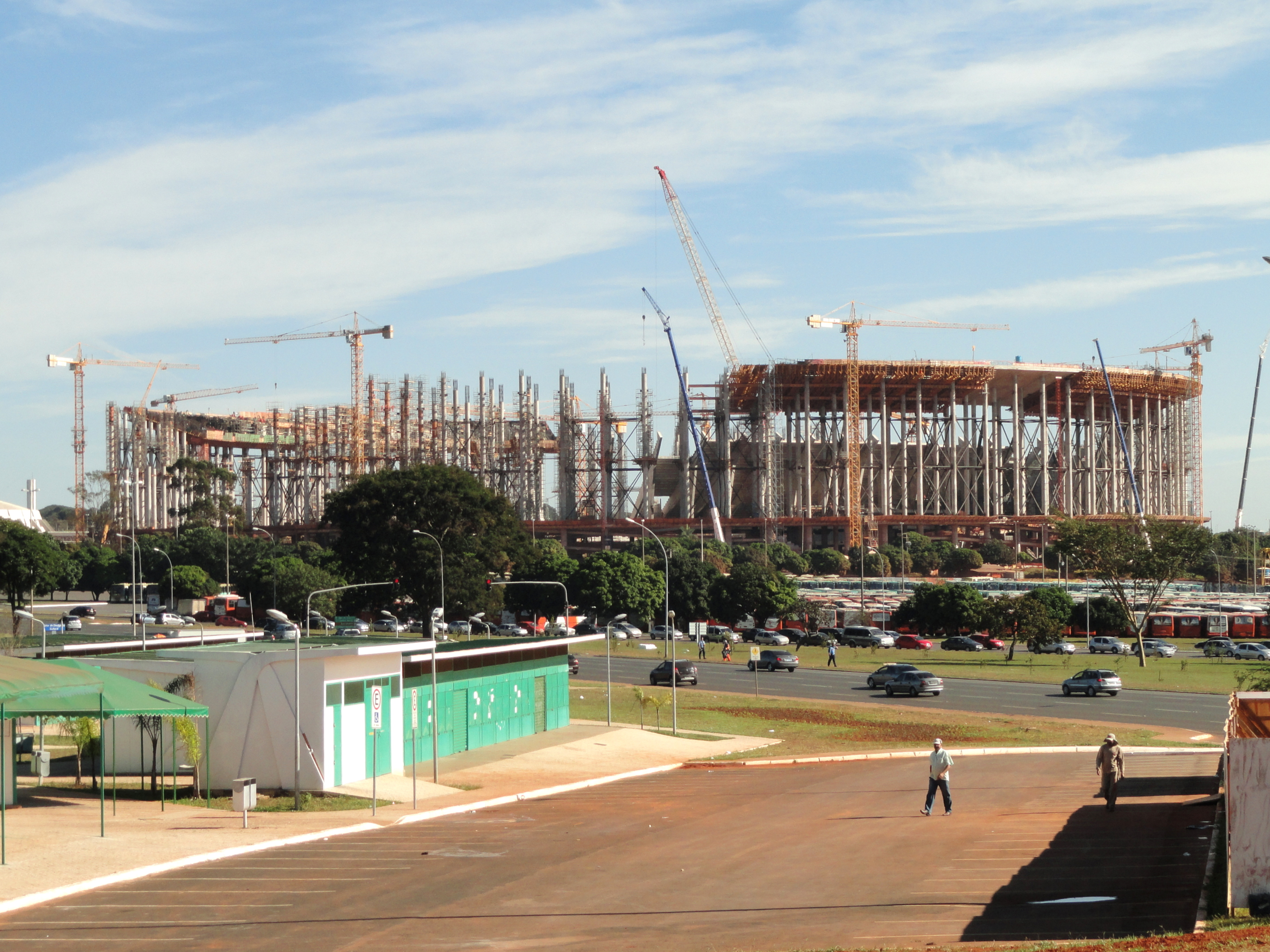
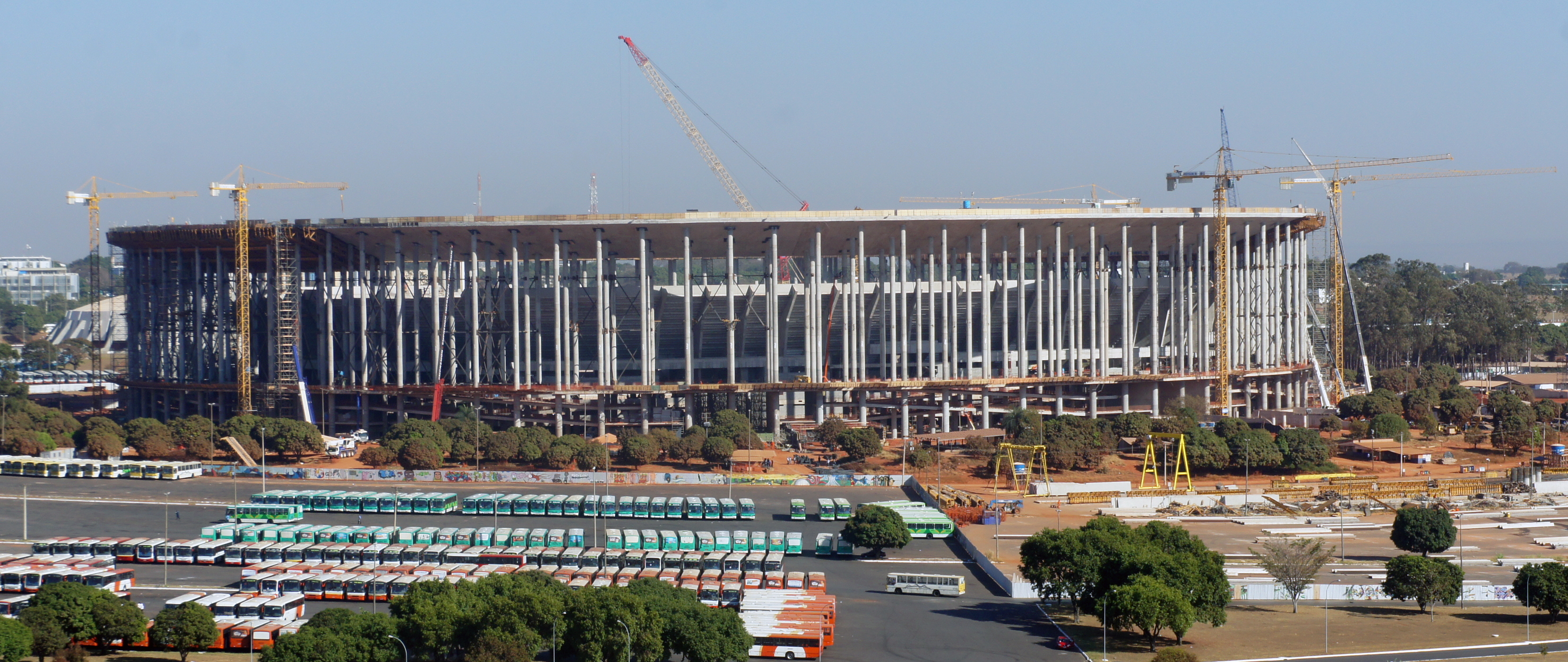
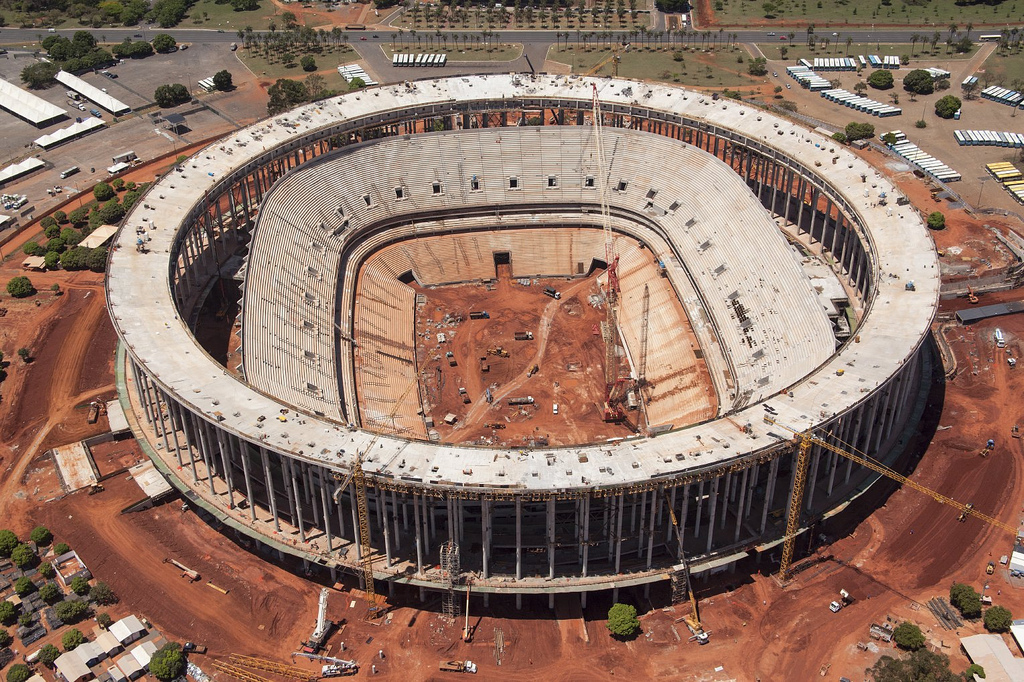
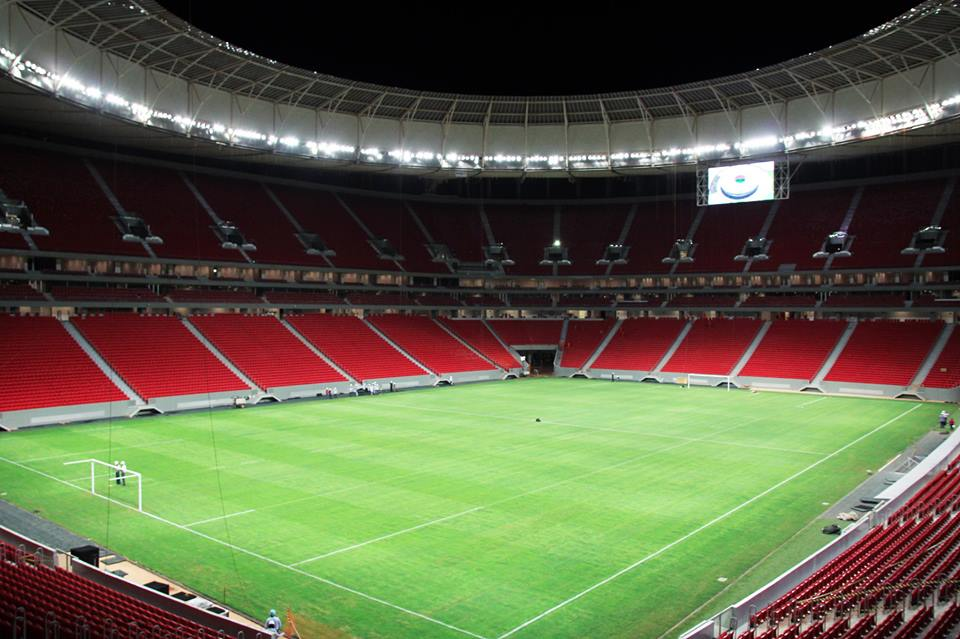
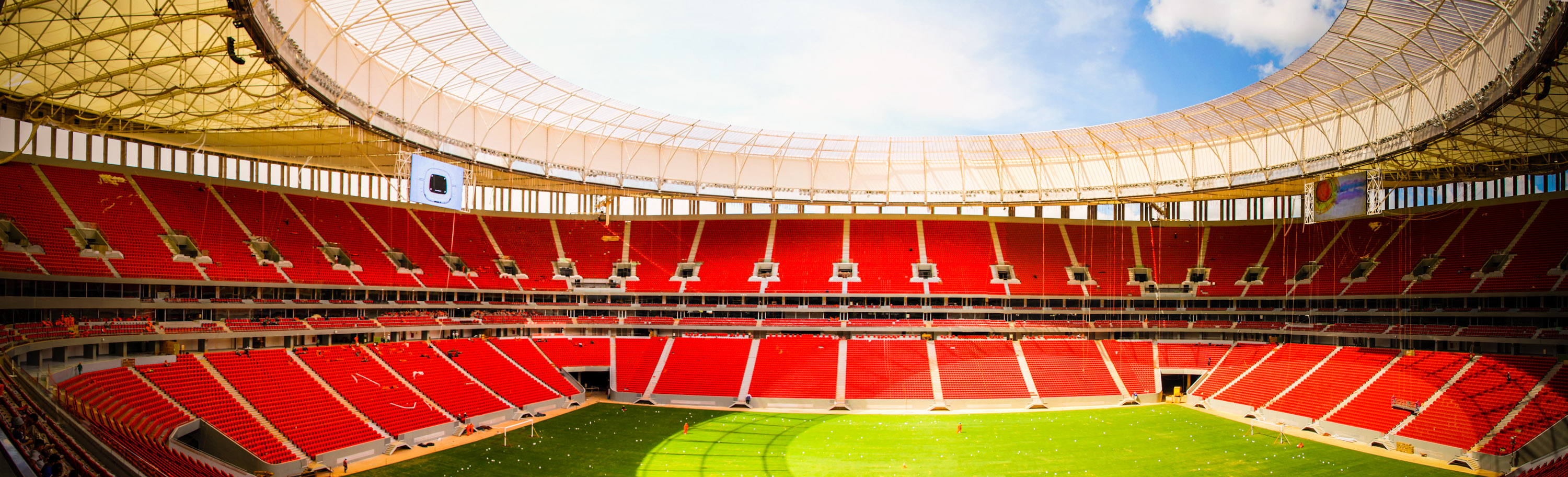
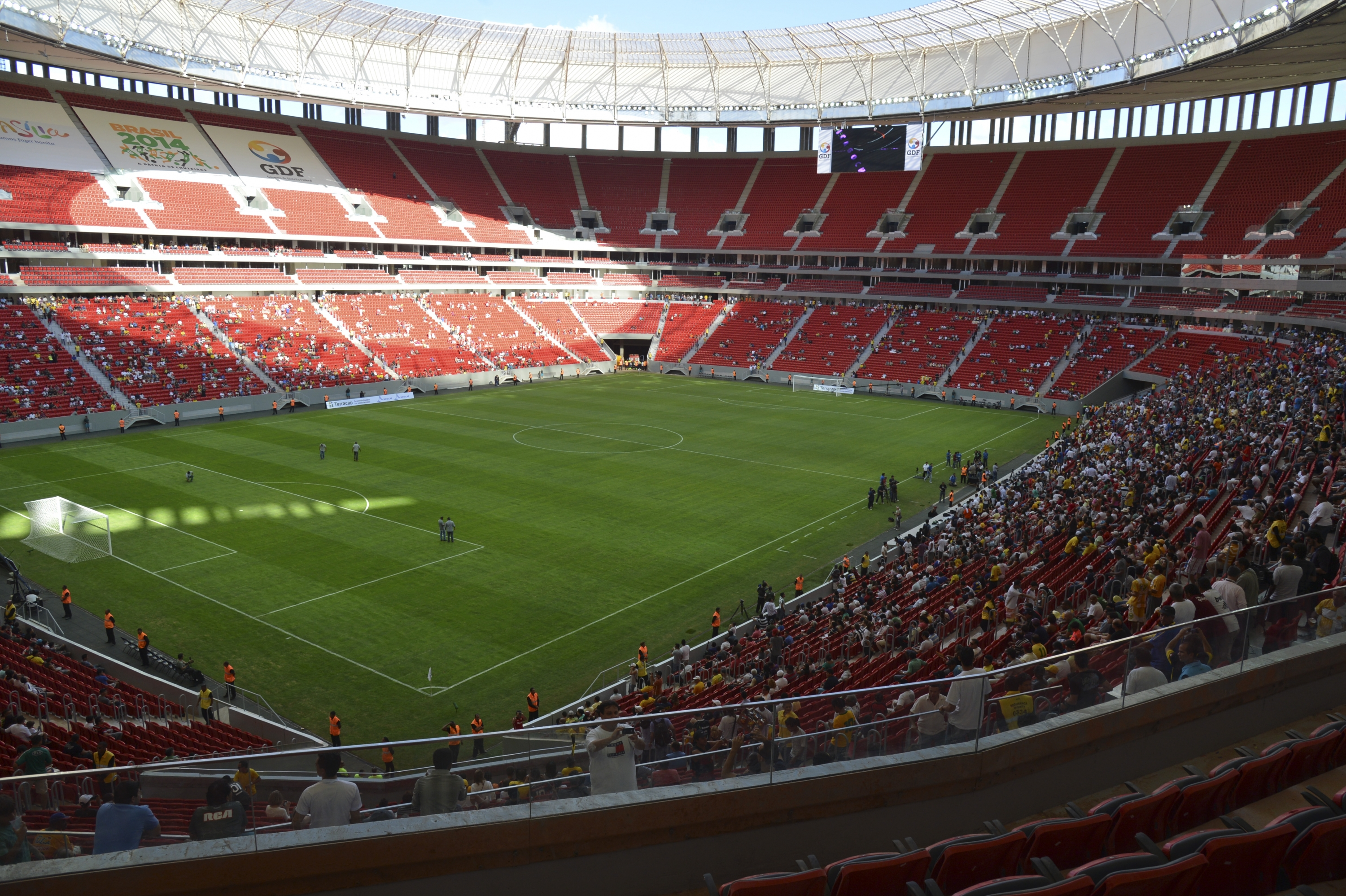

### Matchs de coupe du monde accueillis
| Date            | Heure (UTC-3) | Équipe 1  | Équipe 2      | Résultat | Buteurs                                | Tour                   | Affluence |
| --------------- | ------------- | --------- | ------------- | -------- | -------------------------------------- | ---------------------- | --------- |
| 15 juin 2014    | 13:00         | Suisse    | Équateur      | 2 - 1    | Mehmedi, Seferović - Valencia          | 1er tour, groupe E     | 68 351    |
| 19 juin 2014    | 13:00         | Colombie  | Côte d'Ivoire | 2 - 1    | Rodríguez, Quintero - Gervinho         | 1er tour, groupe C     | 68 748    |
| 23 juin 2014    | 17:00         | Cameroun  | Brésil        | 1 - 4    | Matip - Neymar (X2), Fred, Fernandinho | 1er tour, groupe A     | 69 112    |
| 26 juin 2014    | 13:00         | Portugal  | Ghana         | 2 - 1    | Boye (CSC), Ronaldo - Gyan             | 1er tour, groupe G     | 67 540    |
| 30 juin 2014    | 13:00         | France    | Nigeria       | 2 - 0    | Pogba, Yobo (CSC)                      | Huitièmes de finale    | 67 882    |
| 5 juillet 2014  | 13:00         | Argentine | Belgique      | 1 - 0    | Higuaín                                | Quarts de finale       | 68 551    |
| 12 juillet 2014 | 17:00         | Brésil    | Pays-Bas      | 0 - 3    | Van Persie, Blind, Wijnaldum           | Match pour la 3e place | 68 034    |